# Eunicella gazella
Eunicella gazella är en korallart som beskrevs av Studer 1878. Eunicella gazella ingår i släktet Eunicella och familjen Gorgoniidae. Inga underarter finns listade i Catalogue of Life.

## Bildgalleri

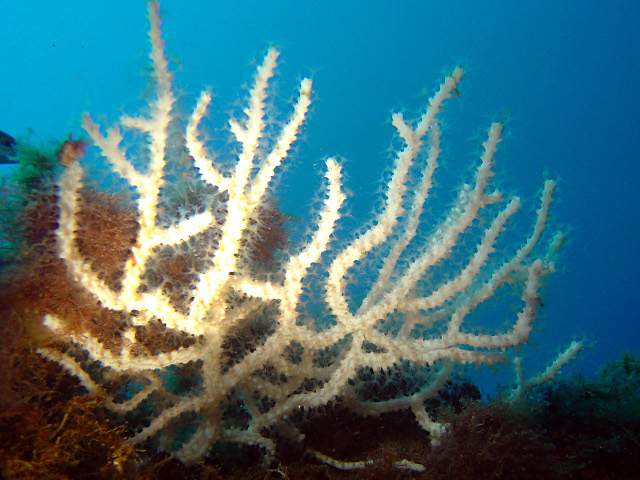
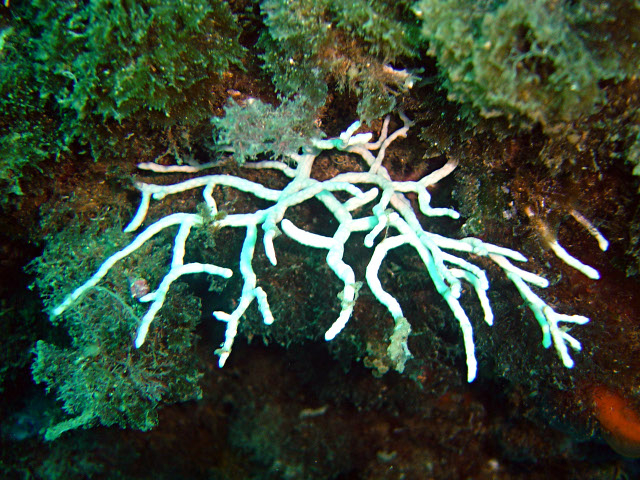
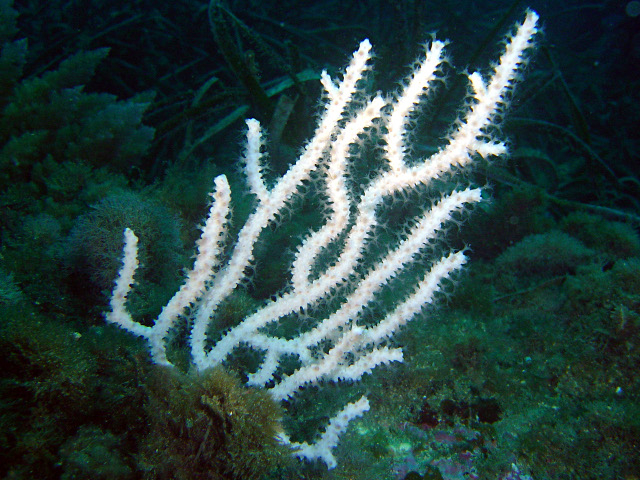